# Залізниця острова Мен

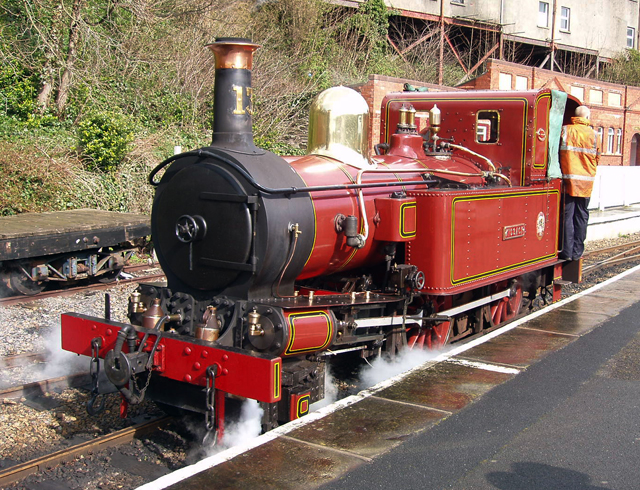
Локомотив №13 "Кіссак" залізниці острова Мен

Залізниця острова Мен (IMR — Isle of Man Railway) — вузькоколійна залізниця на острові Мен, що сполучає Дуглас, Каслтаун і Порт-Ірин, а також один з трьох аеропортів острови (Ronaldsway Airport).
Протяжність лінії 24,6 км. Ширина колії — 914 мм.
На залізниці острова Мен досі використовуються виключно паровози, що надає їй характер історичної залізниці.

## Історія залізниці
Лінія Дугласа в Порт-Ерін – єдина ділянка, що залишилася із 74-х кілометрової дорожньої системи острову, якою колись володіла Isle of Man Railway Company, заснована в 1870 році.
Перша залізнична лінія була прокладена із Дугласа в Піл і відкрита 1 липня 1873 року.
Ділянка, яка до цих пір знаходиться в експлуатації (Південна лінія), була запущена другою, і перші паровози пішли по ній 1 серпня 1874 року. Спочатку лінію планували закінчити у Каслтауні, але після того, як у Порт-Еріні почалося будівництво доків для великотоннажних суден, залізницю було вирішено продовжити. Від ідеї доків для океанських суден незабаром відмовилися – так як вже перший з побудованих доків незабаром був зруйнований морем – але залізницю до Порт-Еріна побудували.
Третя лінія – із Сент-Джонса у Рамсі – була збудована в 1879 році іншою компанією – Менська північна залізниця (Manx Northern Railway). Isle of Man Railway отримала контроль над цією лінією в 1904 році.
У 1966 році припинилося залізничне сполучення по всіх напрямах. Регулярне сполучення намагалися відновити, але безуспішно. У 1968 році було остаточно припинено рух по лініях в Піл і Рамсі. У 1974 році залізничні колії на цих напрямах були розібрані. 
По південній гілці кілька років поїзди ходили лише від Порт-Еріна до Каслтауна, але пізніше було відновлено рух по всій довжині лінії.
У 1978 році залізниця була націоналізована і в даний час належить уряду Острова Мен.

## Опис лінії

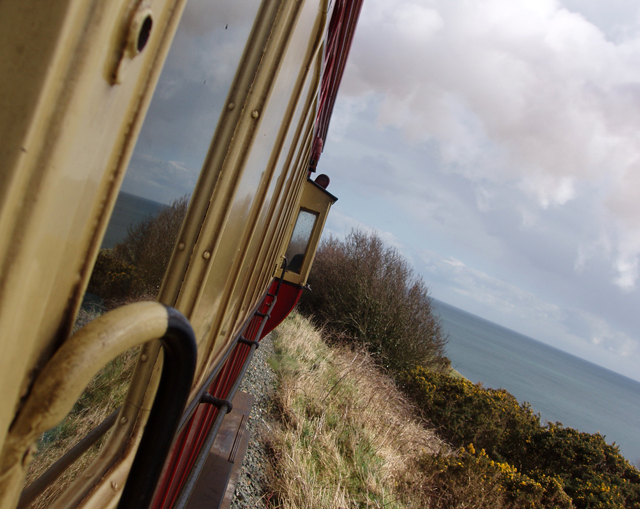
Вид з вагонів на ділянці від Сантона до Балласалли

Від станції в Дугласі дорога протягом кількох кілометрів йде в гору. Найвищу точку над рівнем моря поїзд досягає незадовго перед станцією Сантон. Після чого дорога йде вниз до Балласалли. На ділянці від Сантона до Балласалли з вікон вагонів відкриваються види на Ірландське море. 
Після Балласалли потяг рухається порівняно плоскою місцевістю. 
Станція Роналдсуей Халт (між Балласаллою і Каслтауном) знаходиться в пішохідній доступності від аеропорту Острова Мен. 
На ділянці від Каслтауна до Порт-Еріна добре видно Брада-хед і вежу Мілнера. 
В основному залізниця оточена полями сільськогосподарського або тваринницького призначення. Лише на кількох ділянках поїзд проходить через села в безпосередній близькості від житлових будинків.
Поїздка від Дугласа до Порт-Еріна займає 57 хвилин. Каслтаун знаходиться приблизно на півдорозі: в 20 хвилинах від Порт-Еріна і приблизно 35 хвилинах від Дугласа.

## Станції

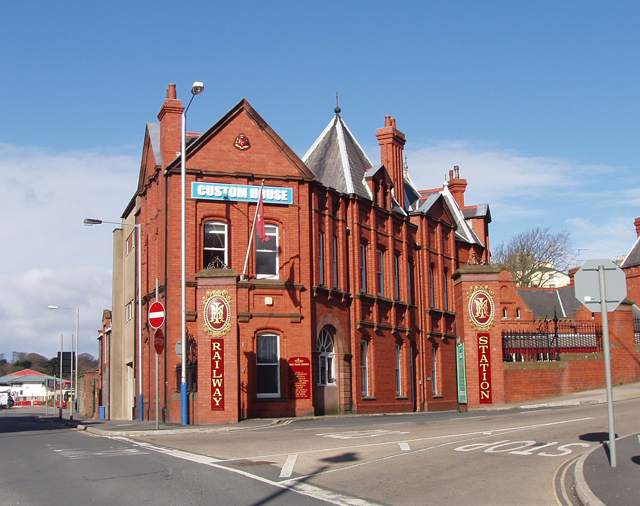
Залізничний вокзал в Дугласі, острів Мен

Зараз регулярним сполученням на залізниці острова Мен охоплені 11 станцій:
Дуглас (кінцева станція) — Порт Содерик — Сантон (зупинка на вимогу) — Балласалла — Роналдсуей Халт (зупинка на вимогу, найближча станція до аеропорту острова Мен) — Каслтаун — Баллабег — Колбі — Левел (зупинка на вимогу) — Порт-Сент-Мері — Порт-Ірін (кінцева станція).
На південній гілці є дві станції, що використовувалися в минулому, але нині не функціонують: Лоу Нед і Баллакостейн (Райфл Рендж).
На станціях у Дугласі і Порт-Іріні працюють буфети.

## Рухомий склад та локомотиви
Локомотиви, що використовуються (або використовували) на залізниці Острова Мен, були зроблені за спеціальним замовленням компанією Beyer, Peacock and Company в Манчестері в період з 1873 по 1926 рік. Кілька локомотивів дісталися залізниці після поглинання Менської північної залізниці і залізниці Фоксдэйл в 1905 році.
В даний час на залізниці острова Мен в експлуатації знаходяться сім паровозів: №4 «Лох», №8 «Фенелла», №10 «Ейч Джі Вуд», №11 «Мейтланд», №12 «Хатчінсон», №13 «Кіссак» та №15 «Каледонія» (нещодавно цьому паровозу повернули його оригінальний номер 4, що використовувався при експлуатації цього локомотива на нині закритій північній лінії залізниці острова Мена).
На дорозі одночасно використовується близько десятка вагонів, але ще значне число вагонів в хорошому стані знаходяться в депо.
Всі локомотиви мають осьову формулу 1-2-0. Єдине виключення – №15 «Каледонія», тип якого 0-3-0.

## Галерея

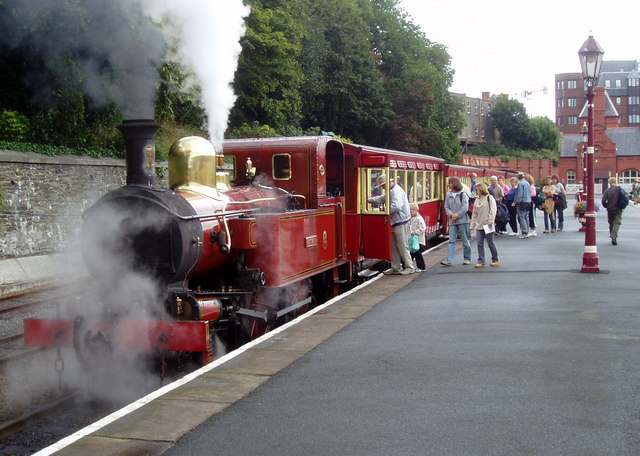
Посадка у вагони у Дугласі
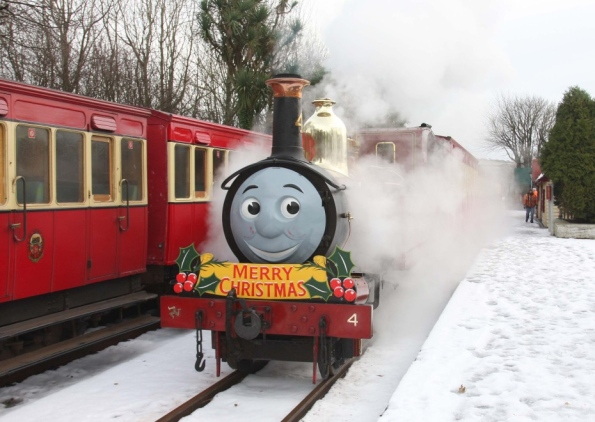
Новорічний паровоз у 2010 році